# Portland International Airport
Portland International Airport (IATA: PDX, ICAO: KPDX, FAA LID: PDX) är en gemensam civil och militär flygplats i delstaten Oregon i USA, som står för cirka 90% av trafikflyget och över 95% av fraktflyget i delstaten. Flygplatsen är belägen innanför Portlands stads gränser, strax söder om Columbiafloden i Multnomah County.

### Fotnoter
1. ↑  Loy, William G. (2001). Atlas of Oregon. Oregon State University Press. sid. 111. ISBN 0-87114-102-7